# Bistum Kumbo
Das Bistum Kumbo (lat.: Dioecesis Kumboensis) ist eine in Kamerun gelegene römisch-katholische Diözese mit Sitz in Kumbo. Es gehört zu den bevölkerungsreichsten katholischen Bistümern des Landes.

## Geschichte

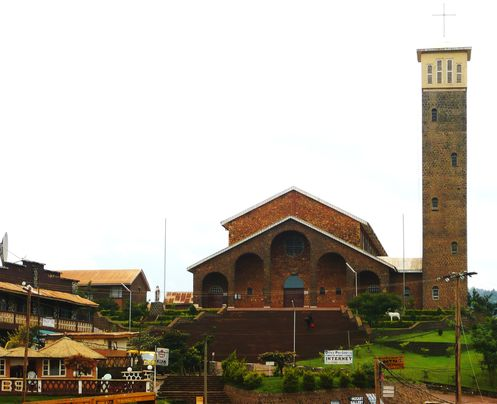
Kathedrale Sainte-Thérèse in Kumbo

Bereits Ende des 19. Jahrhunderts engagierten sich Ordensleute der Pallottiner für eine Erstmissionierung Kameruns. 1912 erreichten dann erste Missionare aus Deutschland die Region.
Nach Ende des Ersten Weltkrieges wurden die deutschen Missionare von den französischen und britischen Besatzern gezwungen, das Land zu verlassen.
Das Bistum Kumbo wurde am 18. März 1982 durch Papst Johannes Paul II. mit der Apostolischen Konstitution Aptiora in dies aus Gebietsabtretungen des Erzbistums Bamenda errichtet und diesem als Suffraganbistum unterstellt.
Seit den 1980er Jahren pflegt das Bistum eine Partnerschaft mit dem Bistum Limburg. So werden gegenseitige Austauschprogramme gefördert.

## Bischöfe von Kumbo
- Cornelius Fontem Esua, 1982–2004, dann Koadjutorerzbischof von Bamenda
- George Nkuo, seit 2006